# ردون-ایله-ویلن
ردون-ایله-ویلن (به فرانسوی: Redon) یک کمون در فرانسه است که در canton of Redon واقع شده‌است.

## خصوصیات
ردون-ایله-ویلن ۱۵٫۰۹ کیلومترمربع مساحت و ۹٬۴۹۳ نفر جمعیت دارد.

## خواهرخوانده
شهر گخ خواهرخواندهٔ ردون-ایله-ویلن هست.